# Polkaholix
Polkaholix ist eine Polka-Rock-Band aus Berlin. Sie bedient sich aus vielen Genres, wie beispielsweise Rock ’n’ Roll, Ska, Punk und Folk. Die Band wurde 2002 gegründet.
Das Polkaholix-Debüt-Album Denkste wurde in die Top 20 der World Music Charts Europe gewählt. Denkste erhielt auch Nominierungen für die Vierteljahres Bestenliste zum Preis der deutschen Schallplattenkritik und die Ruth, den Preis für Folk, Lied und Weltmusik.
Tourneen führten die Band nach Deutschland, Österreich, den Niederlanden, Dänemark, Polen, Finnland, Kroatien, Portugal (darunter die Azoren und Madeira), den Färöer und nach Italien.
Die 2007 erschienene CD The Great Polka Swindle erhielt im November 2007 den Preis der Deutschen Schallplattenkritik in der Kategorie „Folk/Weltmusik“. Auch diese CD erhielt eine Nominierung für die Ruth und landete in den Top 20 der World Music Charts Europe sowie in der Liederbestenliste.

## Diskografie

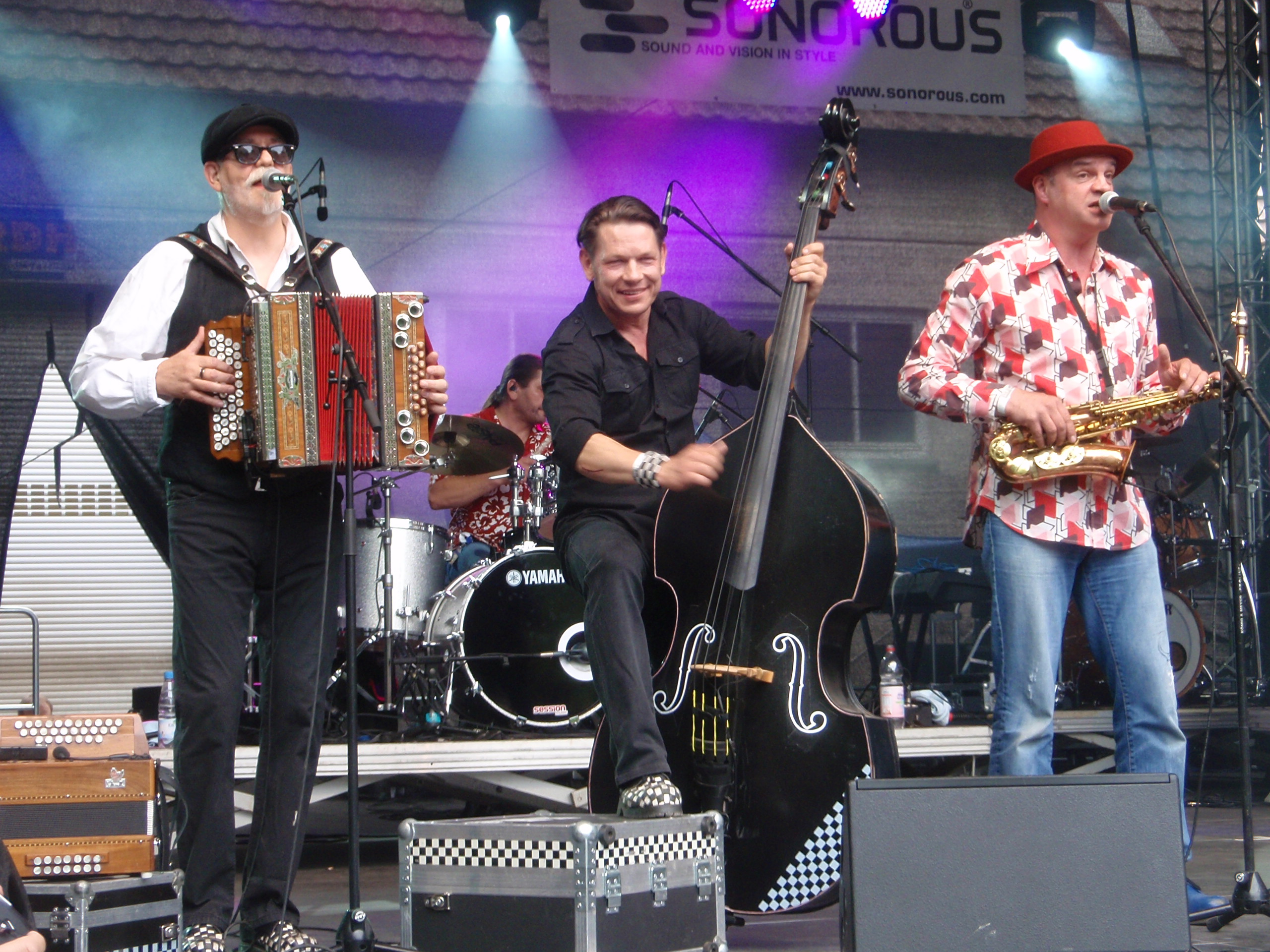
Jo Meyer, Christoph Frenz, Andreas Wieczorek

- 2003: Denkste (Löwenzahn/Buschfunk)
- 2004: Soundtrack für den Spielfilm Küss mich, Hexe (X-Film Creative Pool)
- 2005: Musik zur TV-Dokumentation Monte Klamotte – Eine Expedition zum Berliner Schuldenberg von Gerd Conradt
- 2006: Live DVD
- 2007: The Great Polka Swindle (Westpark/Indigo)
- 2009: Spare Ribs (Single) (Monopol)
- 2009: PolkaholiX-Mas (Single) (Monopol)
- 2010: Polkaface (Monopol)
- 2013: rattenscharf (EP) (Monopol)
- 2015: Sex & Drugs & Sauerkraut (Monopol)